# Leskovac
Leskovac (izvirno srbsko Лесковац) je mesto v Srbiji, ki je središče istoimenske občine in glavno mesto Jablaniškega upravnega okraja.
V 19. stoletju je bil Leskovec drugo največje tekstilno središče Evrope (za Manchestrom).
Mesto je poznano tudi po tradicionalnem festivalu roštilja, ki vsako leto privabi številne obiskovalce in predstavlja pomembno turistično prireditev.

## Demografija
|  |

| Demografija | Demografija     | Demografija     |
| Leto        | Št. prebivalcev | Št. prebivalcev |
| ----------- | --------------- | --------------- |
|             |                 |                 |
|             |                 |                 |
|             |                 |                 |
|             |                 |                 |
| 1948        | 20913           |                 |
| 1953        | 24553           |                 |
| 1961        | 34396           |                 |
| 1971        | 45478           |                 |
| 1981        | 56110           |                 |
| 1991        | 62053           | 61544           |
| 2002        | 64563           | 63185           |
|             |                 |                 |

| Etnična sestava po popisu iz leta 2002 | Etnična sestava po popisu iz leta 2002 | Etnična sestava po popisu iz leta 2002 | Etnična sestava po popisu iz leta 2002 | Etnična sestava po popisu iz leta 2002 |
| -------------------------------------- | -------------------------------------- | -------------------------------------- | -------------------------------------- | -------------------------------------- |
| Srbi                                   | Srbi                                   |                                        | 57.661                                 | 91,25%                                 |
| Romi                                   | Romi                                   |                                        | 4.327                                  | 6,84%                                  |
| Črnogorci                              | Črnogorci                              |                                        | 223                                    | 0,35%                                  |
| Makedonci                              | Makedonci                              |                                        | 168                                    | 0,26%                                  |
| Jugoslovani                            | Jugoslovani                            |                                        | 108                                    | 0,17%                                  |
| Bolgari                                | Bolgari                                |                                        | 57                                     | 0,09%                                  |
| Hrvati                                 | Hrvati                                 |                                        | 56                                     | 0,08%                                  |
| Albanci                                | Albanci                                |                                        | 20                                     | 0,03%                                  |
| Slovenci                               | Slovenci                               |                                        | 15                                     | 0,02%                                  |
| Muslimani                              | Muslimani                              |                                        | 12                                     | 0,01%                                  |
| Rusi                                   | Rusi                                   |                                        | 8                                      | 0,01%                                  |
| Madžari                                | Madžari                                |                                        | 8                                      | 0,01%                                  |
| Slovaki                                | Slovaki                                |                                        | 4                                      | 0,00%                                  |
| Nemci                                  | Nemci                                  |                                        | 3                                      | 0,00%                                  |
| Čehi                                   | Čehi                                   |                                        | 2                                      | 0,00%                                  |
| Ukrajinci                              | Ukrajinci                              |                                        | 2                                      | 0,00%                                  |
| Romuni                                 | Romuni                                 |                                        | 2                                      | 0,00%                                  |
| Rusini                                 | Rusini                                 |                                        | 1                                      | 0,00%                                  |
| Goranci                                | Goranci                                |                                        | 1                                      | 0,00%                                  |
| Bošnjaki                               | Bošnjaki                               |                                        | 1                                      | 0,00%                                  |
| Neznano                                | Neznano                                |                                        | 244                                    | 0,38%                                  |